# CDH Investment Bank
CDH Investment Bank (CDHIB) és un banc d'inversió de Malawi. Té llicència del Reserve Bank of Malawi, el banc central i el regulador bancari nacional.

## Ubicació
La seu central i la sucursal principal del banc es troben a la CDH House, Independence Drive, 5, a Blantyre, la capital financera i comercial de Malawi. Les coordenades geogràfiques de la seu de CDH Investment Bank són 15° 47′ 19.0″S, 35° 00′ 13.0″E (latitud: -15.788611; longitud: 35.003611).

## Visió general
CDHIB és un proveïdor de serveis financers de mida mitjana a Malawi. A desembre 2018, els actius totals del banc es van valorar en 154.005.233.000 MWK (81,5 milions d'euros), amb un patrimoni de l'accionista de 15.995 milions de MWK (uns 8 milions d'euros).

## Història
CDHIB es va fundar l'any 1998 com a Continental Discount House Limited (CDH), que operava en el sector financer des de l'agost d'aquell any. El maig de 2011, el Reserve Bank of Malawi va concedir a CDH una llicència bancària. La institució va abandonar la llicència d'entitat de descompte que tenia anteriorment, però continua oferint gairebé tots els serveis que abans feia amb la llicència anterior, com ara el comerç d'instruments financers i l'assessorament financer corporatiu. Després es va canviar de nom a CDH Investment Bank. L'abril de 2012, CDHIB va iniciar negocis de banca comercial i d'inversió obrint la seua sucursal principal a Blantyre, la ciutat més gran del país, i una segona sucursal a Lilongwe, la capital de Malawi.

## Propietat
A desembre de 2018, les accions de CDH Investment Bank són propietat privada de les següents entitats corporatives:
| Classificació | Nom del propietari                     | Percentatge de propietat |
| ------------- | -------------------------------------- | ------------------------ |
| 1             | Continental Holdings Limited de Malawi | 82,46                    |
| 2             | Investments Alliance Limited           | 10,17                    |
| 3             | Kesaart Capital Limited                | 4,84                     |
| 4             | Savannah Investments Limited           | 2,52                     |
|               | Total                                  | 100                      |

## Equip directiu
El consell administratiu del CDHIB està compost per una combinació de consellers executius, no executius i directors independents. La majoria dels membres del consell són directors independents («independents», tal com es defineixen a l'informe King IV). A data de febrer de 2024, la composició del consell del CDHIB era la següent:
- President: Franklin Kennedy
- Conseller delegat: Thoko Mkavea
- Consellera delegada adjunta/Directora executiva: Beatrix Mosiwa
- Directors:
  - Kofi Sekyere
  - Robert Abbey
  - John MacGrath
  - Charles Assare
  - Kingsley Zulu
  - Sydney Chikoti
  - Elias Malion
  - Joyce Gundani

## Sucursals
A desembre de 2018, el banc mantenia una xarxa d'oficines a les següents ubicacions:
1. Sucursal de CDH: CDH House, Independence Drive, 5, a Blantyre
2. Capital City Banking Centre: CDH Investment Bank Centre, a Lilongwe
3. Lilongwe Banking Centre: City Mall Complex, a Lilongwe